# دراشكو دجورجيفيش
دراشكو دجورجيفيش (1 أغسطس 1993 بصربيا - ) هو لاعب كرة قدم صربي في مركز الدفاع لعب سابقاً في نادي المجزل.

## روابط خارجية
- دراشكو دجورجيفيش على موقع قاعدة بيانات كرة القدم.إي يو (الإنجليزية)
- دراشكو دجورجيفيش على موقع Soccerway.com (الإنجليزية)